# Christian Ludwig Attersee

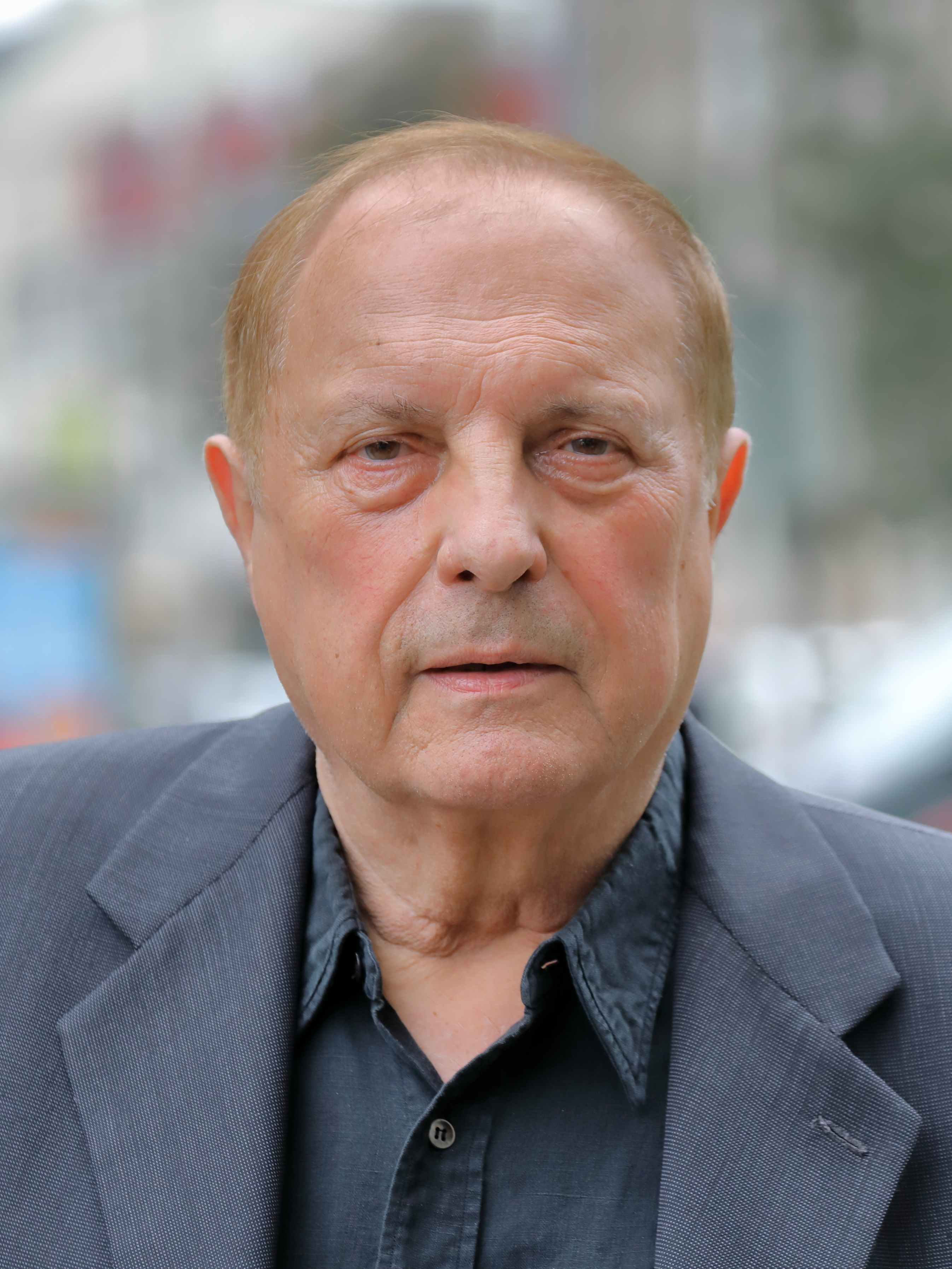
Christian Ludwig Attersee, 2020

Christian Ludwig Attersee, eigentlich Christian Ludwig (* 28. August 1940 in Bratislava, Slowakischer Staat) ist ein österreichischer Maler der Pop Art, Bühnenbildner, Musiker, Schriftsteller und Segelsportler (3-facher österreichischer Staatsmeister).

## Leben
Der in Wiens östlicher Nachbarstadt Bratislava, Slowakei, geborene Christian Ludwig kam 1944 als Kleinkind nach Österreich. Sein Vater Christian Ludwig (1901 in Pressburg – 1967) war Baumeister und Architekt; 1936 wurde in Pressburg nach seinem Entwurf das Manderla-Hochhaus, das erste Hochhaus Bratislavas, errichtet (siehe Námestie SNP (Bratislava)).
Seine Jugend verbrachte Christian jr. in Aschach bei Linz, in Linz und am Attersee in Oberösterreich. Als erfolgreicher österreichischer Segelsportler gewann er zahlreiche internationale Regatten. In den Jahren 1957 bis 1962 war er dreimal österreichischer Staatsmeister.
Ab 1951 begann er Kurzromane zu schreiben, Lieder zu texten, Comics zu zeichnen und Bühnenbilder zu entwerfen. Vom Wunsch, Opernsänger zu werden, musste er sich rasch lossagen, denn aufgrund einer Erkrankung verlor er schon in der Kindheit einen Großteil seines Gehörs. Ab 1957 studierte Ludwig an der Akademie für angewandte Kunst Wien Bühnenarchitektur und schloss im Jahr 1959 das Studium der Malerei bei Eduard Bäumer an, das er 1963 erfolgreich beendete.
Es entstanden zwischen 1963 und 1965 seine ersten Bilderzyklen „Wetterbilder“ und „Regenbogenanomalien“. Seit Mitte der 1960er Jahre ist er mit Protagonisten der Gruppe des Wiener Aktionismus befreundet, mit denen er zeitweise auch zusammenarbeitet. Darunter insbesondere Günter Brus, Hermann Nitsch und Gerhard Rühm, an deren Aktionen er sich auch beteiligte. Mit seinen ersten sogenannten „Gegenstandserfindungen“ im Bereich der Erotik und des Alltags machte er sich zwischen 1964 und 1966 einen Namen in der europäischen Pop Art. Es entstanden die für ihn typischen Objekterfindungen wie „Speisekugel“, „Speiseblau“ oder das „Attersteck“.
1965 übersiedelte er nach Berlin und zeigte dort seine erste Ausstellung. Ab 1966 nahm Ludwig, in Anspielung an seine Zeit am Attersee, den Künstlernamen Christian Ludwig Attersee an.
1971/72 verbrachte er mit einem DAAD-Stipendium in West-Berlin. Dort entstand der Zyklus „Segelsport“, Attersee zählte zwischenzeitlich zu den vielfältigsten Künstlern Österreichs.

## Künstlerische Entwicklung
Anfangs der Objekt- und Aktionskunst nahestehend, bemühte er sich unter Einbindung von Musik, Sprache, Fotografie, Film etc. eine neue Form des Gesamtkunstwerks zu entwickeln (Beispiele der Objekterfindungen sind „Speisekugel“ und „Speiseblau“, das „Objekt Vagina“, „Prothesenalphabet“, „Attersteck“ und „Speicheltönung“). Später werden für ihn Zeichnungen und Tafelbilder (meist in Acrylmalerei) über die Themen Sexualität und Naturerfahrung charakteristisch. Ein Beispiel ist das provokante „Kinderzimmertriptychon“ aus dem Jahr 1971, zu dem ihn eine Bilderbuchillustration Fedor Flinzers inspirierte. Er selbst sieht sich als „der große Einzelgänger der österreichischen Kunst der 60er Jahre, [als] Gegenpol zum Wiener Aktionismus [und in] der zweiten Hälfte der 70er Jahre [… als …] Gründerfigur der ‚Neuen österreichischen Malerei‘.“
Seine Werke sind durch figural-symbolischen Stil, leuchtende Farben und dynamischen Pinselstrich gekennzeichnet. Vielfach doppelbödige Assoziationen und Phantasien einer – ebenso individualistischen wie doch auch sehr österreichischen – Sicht der Dinge mit Hang zu sexueller Persiflage. Häufig wird auch der Rahmen in das Werk einbezogen oder finden sich Textelemente in die Darstellung eingebettet.

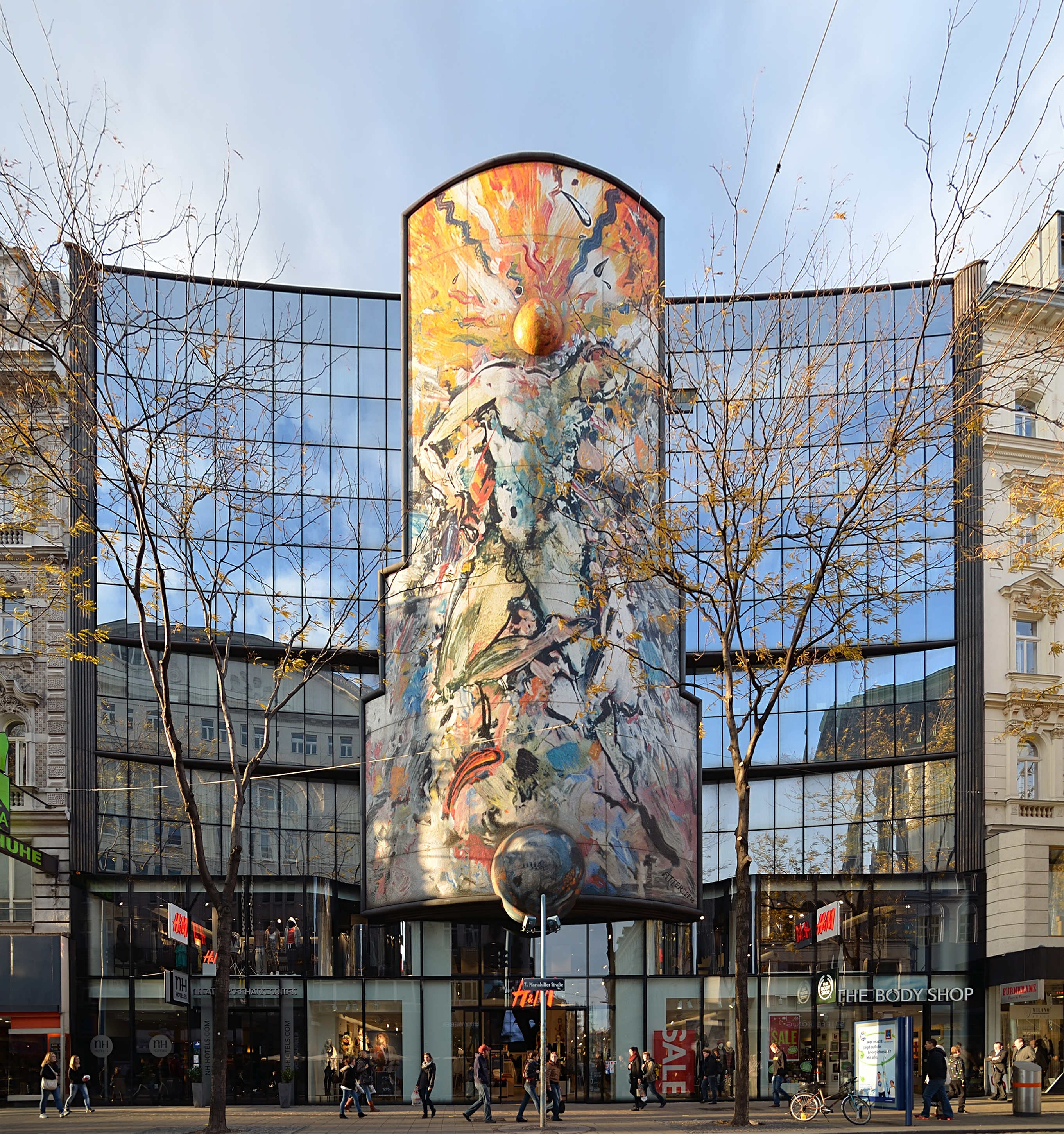
Glasmosaik-Fassade (1996) in Wien 7., Mariahilfer Straße 78–80

Seine Ausstellungen sind meist als Inszenierungen mit Musik und Literatur, teilweise gemeinsam mit Künstlerfreunden, gestaltet. Im Jahr 1984 vertrat er Österreich bei der Biennale in Venedig. 1985 publizierte Attersee seine LP „Lieder von Wetter und Liebe“. Im Jahr 1986 folgte die Gestaltung von Wiens erstem Champagnerball im Konzerthaus und 1987 eine Schiffsschaukel für André Hellers „Luna-Luna-Rummelplatz“. Mit der von ihm gestalteten Fassade des 1996 eröffneten Attersee-Hauses auf der Wiener Mariahilfer Straße, eines Geschäftshauses einer internationalen Textilkette, entwarf er das 210 Quadratmeter große Mosaik „Wetterhändler“, das größte Glasmosaik Europas, umgesetzt vom Mosaikbildner Elio Macoritto. Im Jahr 2006 hüllte er für sechs Wochen den Wiener Ringturm in Folie. Im November 2007 wurde das 220 Quadratmeter große Innenraummosaik „Reichtum Erde“ in der Geologischen Bundesanstalt in Wien fertiggestellt. Attersee gehört zu den international meistbeachteten österreichischen Künstlern.
Im Jahr 1990 wurde Attersee als außerordentlicher Professor an die Universität für angewandte Kunst Wien für „Meisterklasse für experimentelles Gestalten“ berufen. Ab 1992 wurde ihm als ordentlicher Professor die „Meisterklasse Malerei, Animationsfilm und Tapisserie“ übertragen. Er lehrte an der Angewandten bis 2009. Weiters lehrte er an der Internationalen Sommerakademie für Bildende Kunst in Salzburg.
Mitgliedschaften hält Attersee an der IG Bildende Kunst (Wien) und am Künstlerhaus Wien in der Sektion Maler.

## Privates
Christian Ludwig Attersee ist mit der Leiterin des Bank Austria Kunstforums, Ingried Brugger (* 1960), verheiratet. Er lebt und arbeitet in Wien und am Semmering, in Sankt Martin an der Raab im Burgenland sowie auf Mallorca.
Er spendet seit 1996 traditionell das Plakatmotiv für die FIS-Damenskirennen an seinem Wirkungsort, dem Semmering. Das Plakatmotiv für 2018 sorgte für einen Eklat, da es die künstlerische Darstellung einer nackten Skiläuferin zeigt und sexistisch sei, und wurde in der Folge vom Veranstalter WSV Semmering zurückgezogen.

## Auszeichnungen
- 1983: Österreichischer Kunstpreis für Bildende Kunst
- 1989: Preis der Stadt Wien für Bildende Kunst
- 1998: Ehrenring der Stadt Linz
- 1998: Großer Österreichischer Staatspreis für Bildende Kunst (Mai 1998)[2]
- 2004: Lovis-Corinth-Preis der Künstlergilde Esslingen, Baden-Württemberg (Sommer 2004)[2]
- 2005: Österreichisches Ehrenkreuz für Wissenschaft und Kunst I. Klasse (September 2005)[2]
- 2007: Silbernes Komturkreuz des Ehrenzeichens für Verdienste um das Bundesland Niederösterreich[5]
- 2019: Großes Silbernes Ehrenzeichen für Verdienste um die Republik Österreich[13]

## Ausstellungen
- 1965: Berlin (erste Ausstellung)[5]
- 1968: Galerie im Centre, Göttingen
- 1977: documenta 6 in Kassel
- Anfang der 1980er Jahre: Werkschau „Attersee Werksquer“ in verschiedenen Museen und Kunsthäusern in Österreichs und Deutschland[3]
- 1984: Biennale in Venedig, Gestaltung des „österreichischen und ersten internationalen Pavillon“[3]
- 1987: Österreichische Künstler der Gegenwart: Arbeiten auf Papier; Sammlung Kermer, Stuttgart, Galerie im Taxispalais, Innsbruck[14]
- 1993: Retrospektive Einzelausstellungen im Gemeentemuseum in Den Haag
- 1996: Realismus als Methode, Essl Museum – Kunst der Gegenwart in Klosterneuburg/Wien
- 1997: Große Retrospektive in der Grafischen Sammlung der Albertina in Wien
- 1997: Utopie und Weltschmerz – Arbeiten auf Papier, Essl Museum – Kunst der Gegenwart in Klosterneuburg/Wien
- 2002: Umfangreiche Retrospektive im Stedelijk Museum in Amsterdam
- 2005: Christian Ludwig Attersee. Große Retrospektive mit Werken der letzten 5 Jahre im Bank Austria Kunstforum in Wien[15]
- 2005: Figur und Wirklichkeit. Wie österreichische Maler die Welt verwandeln. Tiroler Landesmuseum Ferdinandeum, Innsbruck / Österreich
- 2006: Superstars. Kunstforum Wien und Kunsthalle Wien
- 2006: Attersee: Die Liebe – Das Haus – Der Ring. Museum Würth, Künzelsau. (Erweiterte Ausstellung der Retrospektive von 2005 im Bank Austria Kunstforum.)
- 2011: Festival der Tiere. Essl Museum, Klosterneuburg/Wien
- 2023: Erwartung des Vollmonds. Galerie bei der Albertina, Zetter (Einzelausstellung), Wien.
- 2024: Schön wie seine Bilder. Galerie Gmurzynska, Zürich[16][17]

## Bühnenbildnerische Tätigkeiten (Auswahl)
- Frühjahr 2005: Bühnenbildausstattung für Ballett „Petruschka“ von Igor Strawinsky an der Wiener Staatsoper
- Mai 2006: Bühnenbildausstattung für das Ballett „Amadé“ am Belgrader Madlenianum
- 2007: Ausstattung des 1. Liederballs des Wiener Männergesangsvereins im Kursalon Wien
- 2008: „Gesamtkunstwerk“ (Inszenierung, Bühnenbild und Kostüme): Richard Strauss’ „Salome“ am Theater Bremen

## Werkverzeichnis
- Peter Gorsen: Attersee – Werkverzeichnis 1963–1994. Residenz, Salzburg 1994.